# The Golden Age of Grotesque
The Golden Age of Grotesque ist das fünfte Studioalbum der Rock-Band Marilyn Manson. Das Album wurde am 13. Mai 2003 von Nothing/Interscope Records veröffentlicht.

## Geschichte
Wegen seiner Inspiration an den 30er-Jahren und der Anspielung auf die Nazi-Symbolik stieß The Golden Age of Grotesque auf harte Kritik. An der Musik auf dem Album war Bassist Tim Skold zu großen Teilen beteiligt. Auf der Special Edition war außer den 16 Musikstücken auch noch der Film Doppelherz enthalten, bei dem Marilyn Manson Regie führte und dessen Drehbuch von ihm verfasst wurde.

## Kritiken
Die Seite Gothicworld.de schrieb, The Golden Age of Grotesque sei „definitiv Mansons härtestes und distanziertestes, wenn auch nicht bestes Album. Vielmehr ist es ein Beiwerk zum Gesamtkunstwerk 'Marilyn Manson', der heute, in künstlerisch kargen Zeiten, noch stets neu zu überraschen vermag.“

## Titelliste
1. Thaeter (Manson, Gacy, Sköld) – 1:14
2. This Is the New Shit (5, Manson, Sköld) – 4:19
3. mOBSCENE (5, Manson) – 3:25
4. Doll-Dagga Buzz-Buzz Ziggety-Zag (5, Manson, Sköld) – 4:10
5. Use Your Fist and Not Your Mouth (5, Manson) – 3:34
6. The Golden Age of Grotesque (5, Manson, Sköld) – 4:05
7. (s)AINT (5, Manson, Sköld) – 3:42
8. Ka-Boom Ka-Boom (5, Manson, Sköld) – 4:02
9. Slutgarden (5, Manson) – 4:06
10. Spade (5, Manson) – 4:34
11. Para-noir (5, Gacy, Manson, Sköld) – 6:01
12. The Bright Young Things (5, Manson) – 4:19
13. Better of Two Evils (5, Gacy, Manson, Sköld) – 3:48
14. Vodevil (5, Manson, Sköld) – 4:39
15. Obsequey (The Death of Art) (Manson, Sköld) – 1:35

Bonustracks
1. Tainted Love (Ed Cobb) – 3:20 (Bonustitel der in Deutschland, Großbritannien, Japan und Australien erhältlichen Version.)
2. Baboon Rape Party – 2:42 (Bonustitel der in Großbritannien und Japan erhältlichen Version.)
3. Paranoiac (Sköld, Gacy) – 3:58 (Bonustitel der in Japan erhältlichen Version.)